# غلام غوس
غلام غوس سیاست‌مدار اهل افغانستان است. وی در ۲۱ سپتامبر ۲۰۲۱ به حیث معین وزارت دولت در امور رسیدگی به حوادث افغانستان منصوب گردید.